# Mleščevo
Mleščevo este o localitate din comuna Ivančna Gorica, Slovenia, cu o populație de 103 locuitori.